# Perdita oreophila
Perdita oreophila är en biart som beskrevs av Timberlake 1964. Perdita oreophila ingår i släktet Perdita och familjen grävbin. Inga underarter finns listade i Catalogue of Life.